# Alfareros (escultura)
L'escultura urbana coneguda pel nom Alfareros, ubicada a Faro, a quatre quilòmetres de la ciutat d'Oviedo, Principat d'Astúries, Espanya, és una de les més d'un centenar que adornen els carrers de l'esmentada ciutat espanyola.
El paisatge urbà d'aquesta ciutat, es veu adornat per obres escultòriques, generalment monuments commemoratius dedicats a personatges d'especial rellevància en un primer moment, i més purament artístiques des de finals del segle xx.
El llogaret de Faro, que és un important centre terrisser, està situat al concejo d'Oviedo, a quatre quilòmetres de la capital; va ser el centre triat per El Ministeri de Cultura per a situar una escultura homenatge al treball d'aquest gremi artesanal dels terrissaires. Es desconeix el nom de l'autor, encara que se sap es va inaugurar el 1982.